# إتش يوجين ستانلي
إتش يوجين ستانلي (بالإنجليزية: H. Eugene Stanley)‏ هو أستاذ جامعي وفيزيائي أمريكي، ولد في 28 مارس 1941 في أوكلاهوما سيتي في الولايات المتحدة.